# لانلیوری
لانلیوری (به انگلیسی: Lanlivery) یک روستا و محله مدنی در بریتانیا است که در کورنوال واقع شده‌است. لانلیوری ۵۱۹ نفر جمعیت دارد.